# Hymenaea protera
Hymenaea protera — вимерле доісторичне бобове дерево, ймовірний предок  сучасних видів Hymenaea. Більшість неотропічних бурштинів походить від його скам'янілої смоли, включаючи знаменитий домініканський бурштин.

## Опис
Колись H. protera росла у великому діапазоні, що простягався від південної Мексики аж до Антильських островів, на півночі Південної Америки та до Африканського континенту. Як морфологія, так і дослідження ДНК показали, що H. protera була більш тісно пов'язана з єдиним видом Hymenaea, що залишився у Східній Африці, ніж з більш численними американськими видами.
Ймовірно, що багато родів Scolytinae, знайдених у бурштині, використовували H. protera як їжу, як кілька існуючих видів використовують Hymenaea courbaril L.
У 1993 році ДНК хлоропластів, що датувалася 35–40 мільйонами років, була витягнута з листя H. protera, збереженого у викопному бурштині з шахти Ла Тока, Домініканська Республіка.